# Andreas Reinhard (Erfinder)
Andreas Reinhard (* 1956) ist ein Schweizer Erfinder.

## Leben
Andreas Reinhard wuchs in Melchnau in der Besitzerfamilie der Teppichfabrik Melchnau auf. Er absolvierte das Gymnasium, brach aber ein Physikstudium nach zwei Semestern ab. Mit 20 Jahren begann er für 4 Jahre beim Gottlieb-Duttweiler-Institut in Rüschlikon zu arbeiten. Er vertiefte sich dort in Energie- und Mobilitätsfragen. Reinhard war zum Beispiel ab 1977 beteiligt an der Erstellung von solaren Notrufstationen im Alpenraum für die Schweizerische Rettungsflugwacht, zum Beispiel bei der Solvayhütte am Matterhorn. Er meldete für seine Firmen oder für seine Kunden 140 Patente an. Seine eigenen Firmen umfassten die Firma Gepard AG, welche im Bereich Thermoscanning tätig war. Deren Technik konnte Energieeffizienz von Gebäuden abbilden oder Waldbrände aufspüren. Die Forschungs- und Entwicklungsfirma prospective concepts folgte 1992–2007. Die Firma iii solutions GmbH ist deren Nachfolger.

## Erfindungen
Die Erfindungen von Andreas Reinhard umfassen die Themenkreise Leichtbau, Aviatik, Energie sowie Sensorik/Aktuatorik.
ZAFU ist ein adaptiver Passagiersitz für Verkehrsflugzeuge. Der Industriepartner Lantal sorgte für die Markteinführung und Weiterentwicklung von Reinhards System.
Der Anti-g-Anzug Libelle schützt die Piloten von Kampfflugzeugen vor Beschleunigungskräften.
Das Leichtflugzeug Stingray würde in seiner Endform ohne Piste starten können.
Andreas Reinhard flog selber rund 100 Flugzeug- und Helikoptertypen.

## Kreative Ideen
1994 liess er einen auf den Kopf gestellten Heissluftballon fliegen und 2014 brach auf Reinhards Idee hin im St. Moritzersee ein UBoot durch das Eis.
Ein in Reinhards Firma gebauter Gleiter flog am Red Bull Flugtag 2016 55,5 Meter weit und hält damit den Schweizer Rekord.